# مسعود آببرور
مسعود آببرور (بالفارسية: مسعود آب‌پرور) ( 23 يوليو 1940 في طهران، إيران ) مخرج وكاتب سيناريو إيراني.

## مسيرته المهنية
درسَ مجالي السينما والمسرح وحصل على درجة البكالوريوس في كتابة السيناريو والسينما من مؤسسة الفارابي للسينما، وأنشأ ورشة عمل حول تطوير الفن وتصميم الأفلام القصيرة الإيرانية. كما تم اختياره كأحد حكام مسابقة الفيلم «أربعة ، ثلاثة ، اثنان ، واحد»  التي أنتجتها مجموعة الأدب والفنون في شبكة شاهار سيما.

## نشاطه السينمائي

### أعماله كمخرج
- ليجيونير (2017)
- الجروح (2014)
- المخابرات السوداء (2010)
- المخابرات السوداء 2 (2013)
- العملية 125 (السلسلة الثالثة) (2012)
- النجم القطبي (1995)
- على جناح صديق (1375)
- بعد فخته (1997)
- زهور 76 (1997)
- ابتسامات أرضية (1998)
- أرض الأحلام (2002)
- ريدل (مسلسل تلفزيوني) (2003)
- القتل عبر الإنترنت (2005)
- فخ الفيلم بريما
- إفراغ فخ فيلم الخشب
- العقارب ليلة فيلم الفخاخ
- همسة الفيلم الهمس
- 25 دقيقة تليفون
- عطلة فيلم مصيدة
- الفخاخ فيلم الغريبة

### أعماله كمساعد مخرج
- وادي شابارك (1991)
- رحلة سحرية (1990)
- وادي شابارك (1991)

### أعماله ككاتب
- العابر (1993)

### نصوص أعاد كتابتها
- وادي شابارك (1991)

### أعماله كممثل
- مجموعة ستار خان (2017)
- ایراندخت (1396)

## روابط خارجية
- مسعود آببرور على موقع IMDb (الإنجليزية)
- مسعود آببرور على موقع قاعدة بيانات الفيلم (الإنجليزية)

- مسعود أببارفار، مؤسسة المعلومات الشاملة للسينما الإيرانية